# Villa Saffi

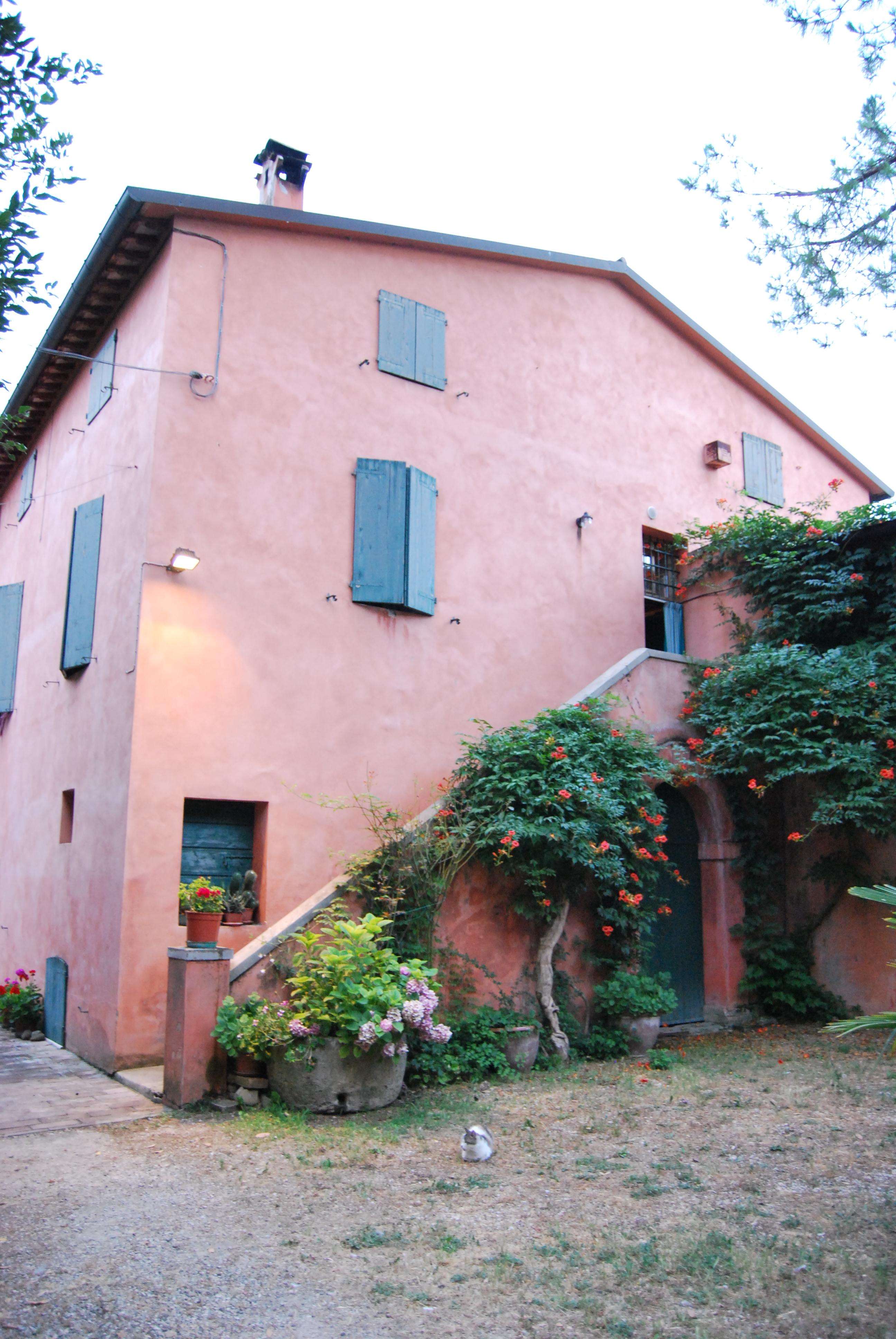
Villa Saffi in Forlì

Die Villa Saffi ist ein Landhaus aus dem 18. Jahrhundert etwas außerhalb des historischen Zentrums von Forlì in der italienischen Region Emilia-Romagna. Es liegt im Viertel San Varano an der Via Firenze.

## Beschreibung und Geschichte
Die Villa Saffi war das Wohnhaus der Familie Saffi und insbesondere von Aurelio Saffi. Heute ist es ein Museum und gehört der Stadt Forlì.
Das Gebäude war ursprünglich ein Jesuitenkolleg, bis es 1740 Tommaso Saffi, der Urgroßvater von Aurelio Saffi, mit dem Ziel kaufte, daraus die Sommerresidenz der Familie zu machen.
Im 19. Jahrhundert fanden in der Villa, die mit dem Codenamen „Vendita dell’Armaranto“ (dt.: Verkauf von Armaranth) belegt wurde, Geheimtreffen der Carbonari statt.
Nachdem der Mazzinianer Aurelio Saffi lange dort gelebt hatte, starb der in der Villa am 10. April 1890.
Bemerkenswert sind dort unter anderem die Wandmalereien von Amerigo Bartoli von 1937, die in der Trompe-l’œil-Technik gemalt sind.